# Gonzaga-Novellara
A linha de Novellara e Bagnolo era um ramo colateral da dinastia dos Gonzaga. Trata-se de um ramo também conhecido por Gonzaga-Novellara.

## História
O primeiro governante desta linha foi Feltrino Gonzaga, terceiro filho de Luís I Gonzaga (*1268, +1360), que governou a cidade de Mântua entre 1313 e a sua morte.
Enquanto o seu irmão mais velho, Guido I, deu origem ao ramo principal dos Gonzaga (instalados em Mântua), os descendentes de Feltrino fixam-se nas cidades de Novellara e Bagnolo (ver Condado de Novellara). O ramo por si iniciado, chamado Gonzaga-Novellara, nunca terá nem a exposição nem riqueza dos seus parentes mais velhos.
O último conde de Novellara, Filipe Afonso Gonzaga, morreu em 1728 sem descendência, deixando um testamento em favor de sua irmã Ricarda, duquesa consorte de Massa e Carrara e última descendente da família. O imperador Carlos VI recusou-se a implementá-lo em conformidade com a lei sálica e nove anos depois, em 1737, o Condado foi por fim atribuído à Casa de Este, na pessoa do duque Reinaldo III de Módena que, após duas semanas, acaba por falecer.
No período de interregno, o condado foi administrado por Ricarda Gonzaga, que, nas convenções de casamento entre sua filha Maria Teresa Cybo-Malaspina, duquesa soberana de Massa e Carrara, e o neto de Reinaldo III e futuro duque de Módena sob o nome de Hércules III, estipuladas em 1738, conseguiu manter o governo pleno do condado ad personam ao longo de sua vida, sem prejuízo, porém, à soberania definitiva da família Este sobre o feudo. A duquesa Ricarda morreu em Massa em 24 de novembro de 1768 e o condado passou então a fazer parte, para todos os efeitos, dos "Estados Estenses", como foram definidos os domínios emilianos do ramo principal da família Este.

## Dinastia

### Senhores de Novellara e Bagnolo
| Governo (de - a )                                            | Nome | (nascimento-morte)                              |
| 1371-1374                                                    | Feltrino Gonzaga                                                                                                | (1330-1374)                                     |
| 1374-1399                                                    | Guido II Gonzaga                                                                                                | (?-1399)                                        |
| Senhores só de Bagnolo                                       | |                                                 |
| 1399-1424                                                    | Feltrino II Gonzaga                                                                                             | (?-1424)                                        |
| 1424-1456                                                    | Guido Gonzaga (de Bagnolo)                                                                                      | (?-1456)                                        |
| Senhores só de Novellara                                     | |                                                 |
| 1399-1441                                                    | Jaime Gonzaga                                                                                                   | (?-1441)                                        |
| Senhores de Novellara e (a partir de 1456) também de Bagnolo | |                                                 |
| 1441-1484 1441-1455 1441-1487                                | Francisco I Gonzaga João Pedro Gonzaga (I) Jorge Gonzaga                                                        | (1420 ca.-1484) (?-1455) (1410-1487)            |
| 1484-1501 1487-1501                                          | João Pedro Gonzaga (II) Cristoforo Gonzaga Jaime Protonotário Gonzaga Marcantónio Gonzaga Guido Novello Gonzaga | (1469-1515) (?-?) (?-1503) (?-1509) (?-1519 ca) |
| Senhores só de Bagnolo                                       | |                                                 |
| 1501-1509                                                    | Cristoforo Gonzaga Marcantónio Gonzaga Guido Novello Gonzaga                                                    | (?-?) (?-1509) (?-1519 ca)                      |

### Condes de Novellara e (a partir de 1510) Bagnolo
| Governo (de - a )                    | Nome                                                                 | (nascimento - morte)                            |
| 1501-1515                            | João Pedro Gonzaga                                                   | (1469-1515)                                     |
| 1515-1530 1515-1529 1515-1550 1515-? | Alexandre I Gonzaga Pirro Gonzaga Júlio César Gonzaga Aníbal Gonzaga | (1496-1530) (1499-1529) (1505-1550) (1507-1537) |
| 1530-1577 1530-1595 1530-1589        | Francisco II Gonzaga Camilo I Gonzaga Afonso I Gonzaga               | (1519-1577) (1521-1595) (1529-1589)             |
| 1595-1640                            | Camilo II Gonzaga (primeiro período)                                 | (1581-1650)                                     |
| 1640-1644                            | Alexandre III Gonzaga                                                | (?-1644)                                        |
| 1644-1650                            | Camilo II Gonzaga (segundo período)                                  | (1581-1650)                                     |
| 1650-1678                            | Afonso II Gonzaga                                                    | (1616-1678)                                     |
| 1678-1727                            | Camilo III Gonzaga                                                   | (1649-1727)                                     |
| 1727-1728                            | Filipe Afonso Gonzaga                                                | (1702-1728)                                     |